# Azamat Tuskáyev
Azamat Tuskáyev (en ruso: Азамат Тускаев; Chikolá, 21 de enero de 1994) es un deportista ruso que compite por Serbia en lucha libre. Ganó dos medallas en el Campeonato Europeo de Lucha, en los años 2020 y 2025, ambas en la categoría de 57 kg.

## Palmarés internacional
| Representando a Rusia  |                         |                  |           |
| Campeonato Europeo     |                         |                  |           |
| Año                    | Lugar                   | Medalla          | Categoría |
| 2020                   | Roma (Italia)           | Medalla de oro   | 57 kg     |
| Representando a Serbia |                         |                  |           |
| Campeonato Europeo     |                         |                  |           |
| Año                    | Lugar                   | Medalla          | Categoría |
| 2025                   | Bratislava (Eslovaquia) | Medalla de plata | 57 kg     |